# (29253) 1993 DN
(29253) 1993 DN est un astéroïde de la ceinture principale d'astéroïdes découvert en 1993.

## Description
(29253) 1993 DN a été découvert le 21 février 1993 à Kushiro (Japon) par Seiji Ueda et Hiroshi Kaneda.

### Caractéristiques orbitales
L'orbite de cet astéroïde est caractérisée par un demi-grand axe de 2,21 ua, un périhélie de 2,04 ua, une excentricité de 0,08 et une inclinaison de 4,81° par rapport à l'écliptique. Du fait de ces caractéristiques, à savoir un demi-grand axe compris entre 2 et 3,2 ua et un périhélie supérieur à 1,666 ua, il est classé, selon la JPL Small-Body Database, comme objet de la ceinture principale d'astéroïdes.

### Caractéristiques physiques
(29253) 1993 DN a une magnitude absolue (H) de 14,8 et un albédo estimé à 0,063.